# Hoa hậu Thế giới 1992
Chữ được viết lên trên

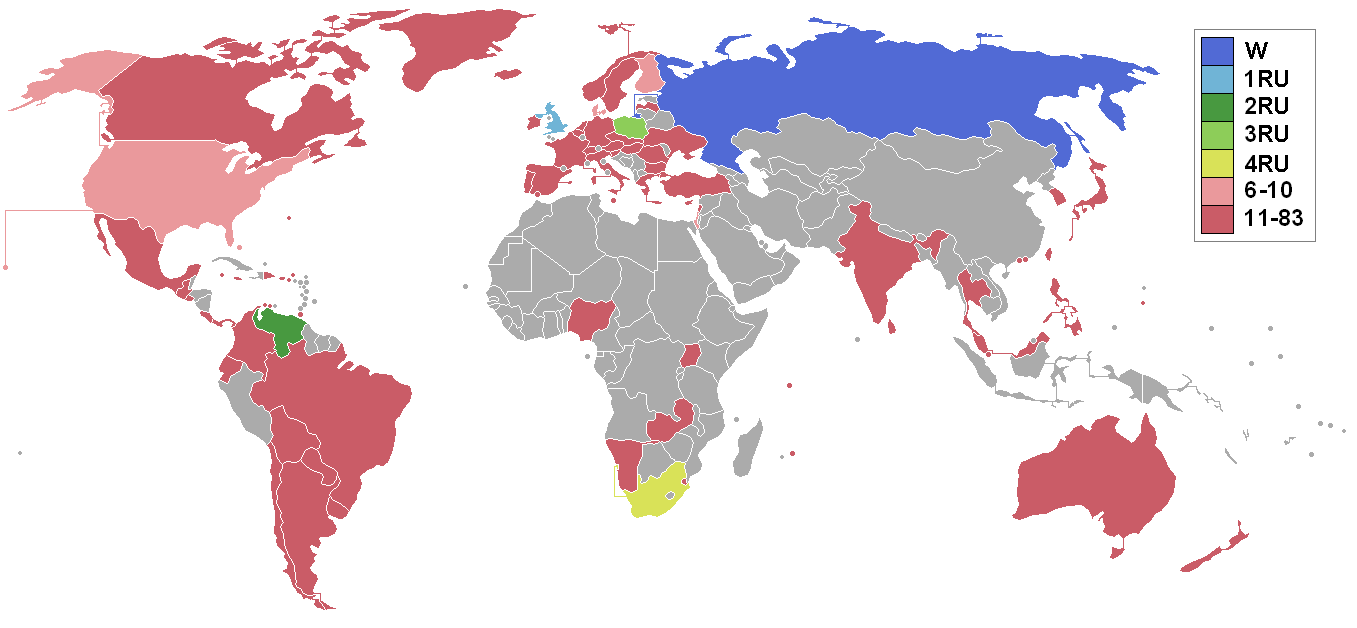
Các quốc gia và vùng lãnh thổ tham dự cuộc thi và kết quả

Hoa hậu Thế giới 1992, là cuộc thi lần thứ 42 được tổ chức ngày 12 tháng 12 năm 1992 tại Trung tâm giải trí Sun City, Nam Phi. Người chiến thắng là Julia Alexandrovna Kourotchkina từ Nga

## Kết quả

### Các danh hiệu cao nhất
| Kết quả               | Thí sinh |
| --------------------- | --- |
| Hoa hậu Thế giới 1992 | - Nga – Julia Kourotchkina |
| Á hậu 1               | - Vương quốc Anh – Claire Elizabeth Smith                                                                                          |
| Á hậu 2               | - Venezuela – Francis Gago |
| Top 5                 | - Ba Lan – Ewa Wachowicz - Nam Phi – Amy Kleinhans                                                                                 |
| Top 10                | - Bahamas – Jody Weech - Đan Mạch – Anja Hende Brond - Phần Lan – Petra von Hellens - Israel – Ravit Asaf - Hoa Kỳ – Sharon Belden |

### Các giải thưởng đặc biệt
| Giải thưởng                      | Thí sinh                        |
| -------------------------------- | ------------------------------- |
| Trang phục truyền thống đẹp nhất | - Canada – Nina Khilji          |
| Hoa hậu Cá tính                  | - Guatemala – Ana María Johanis |
| Hoa hậu Ảnh                      | - Israel – Ravit Asaf           |

### Các nữ hoàng sắc đẹp khu vực
| Khu vực            | Thí sinh                       |
| ------------------ | ------------------------------ |
| Châu Phi           | - Nam Phi – Amy Kleinhans      |
| Châu Mỹ            | - Venezuela – Francis Gago     |
| Châu Á & Đại dương | - Thái Lan – Metinee Kingpayom |
| Vùng Caribê        | - Bahamas – Jody Weech         |
| Châu Âu            | - Nga – Julia Kourotchkina     |

## Các thí sinh
| Quốc gia/Lãnh thổ     | Thí sinh                         | Quê nhà               |
| Quần đảo Virgin (Mỹ)  | Leah Webster                     | St. Thomas            |
| Argentina             | Claudia Andrea Bertona           | Cordoba               |
| Aruba                 | Solange Noelle Nicolaas          | Savaneta              |
| Úc                    | Rebecca Simic                    | Sydney                |
| Áo                    | Kerstin Kinberg                  | Graz                  |
| Bahamas               | Jody Barbara Weech               | Bimini                |
| Bỉ                    | Sandra Joine                     | Antwerp               |
| Bermuda               | Dianne Lorraine Mitchell         | Pembroke              |
| Bolivia               | Veronica Pino                    | Tarija                |
| Brazil                | Priscilla Maria Furlan           | São Paulo             |
| Quần đảo Virgin (Anh) | Bisa Smith                       | Tortola               |
| Bulgaria              | Elena Draganova                  | Sofia                 |
| Canada                | Nina Khilji                      | Toronto               |
| Quần đảo Cayman       | Pamela Joanne Ebanks             | Grand Cayman          |
| Chile                 | Paula Caballero Fernandez        | Santiago              |
| Trung Hoa Dân Quốc    | Trịnh Vi Vi                      | Đài Bắc               |
| Colombia              | Wguerddy Alejandra Oviedo Vargas | Santa Fe              |
| Costa Rica            | Marisol Soto Alarcon             | San Jose              |
| Croatia               | Elena Suran                      | Dubrovnik             |
| Curaçao               | Cristina Bakhuis                 | Willemstad            |
| Síp                   | Maria Kountouris                 | Nicosia               |
| Tiệp Khắc             | Gabriela Harsanyova              | Košice                |
| Đan Mạch              | Anja Hende Brond                 | Aalborg               |
| Cộng hòa Dominica     | Gina Maria Rojas Mañon           | Concepción de La Vega |
| Ecuador               | Stephanie Krumholz de Menezes    | Guayaquil             |
| El Salvador           | Raquel Cristina Duran            | San Salvador          |
| Phần Lan              | Petra Enrika von Hellens         | Turku                 |
| Pháp                  | Linda Hardy                      | Nantes                |
| Đức                   | Carina Jope                      | Frankfurt             |
| Gibraltar             | Michelle Torres                  | Gibraltar             |
| Hy Lạp                | Eugenia Paschalidi               | Athens                |
| Greenland             | Laali Lyberth                    | Godthab               |
| Guam                  | Michelle Cruz                    | Santa Rita            |
| Guatemala             | Ana Maria Johanis Iglesias       | Thành phố Guatemala   |
| Hà Lan                | Gabrielle van Nimwegen           | Valkenburg            |
| Hồng Kông             | Lưu Ân Linh                      | Tân Giới              |
| Hungary               | Bernadette Papp                  | Szombathely           |
| Iceland               | Maria Run Haflidadóttir          | Reykjavik             |
| Ấn Độ                 | Celine Shyla Lopez               | Bengaluru             |
| Ireland               | Sharon Ellis                     | Cork                  |
| Israel                | Ravit Asaf                       | Tel Aviv              |
| Ý                     | Paola Irrera                     | Messina               |
| Jamaica               | Julie Anne Bradford Houghton     | Kingston              |
| Nhật Bản              | Kaoru Kikuchi                    | Tokyo                 |
| Hàn Quốc              | Lee Mi-young                     | Seoul                 |
| Latvia                | Zane Valicka                     | Cēsis                 |
| Liban                 | Nicole Bardawil                  | Keserwan              |
| Ma Cao                | Ho Lok-I                         | Ma Cao                |
| Malaysia              | Fazira Wan Chek                  | Kuala Lumpur          |
| Malta                 | Noelle Micallef                  | Fgura                 |
| Mauritius             | Sarasvadee Rengassamy            | Central Flacq         |
| México                | Carmen Lucia Lehman Fernandez    | Mérida                |
| Namibia               | Linda Sharon Schulz              | Windhoek              |
| New Zealand           | Karly Donne Kinnaird             | Dunedin               |
| Nigeria               | Sandra Guenefred Petgrave        | Lagos                 |
| Na Uy                 | Kjersti Brakestab                | Oslo                  |
| Panama                | Michelle Marie Harrington Hasbun | Thành phố Panama      |
| Paraguay              | Lourdes Magdalena Zaracho        | Asuncion              |
| Philippines           | Marina Pura Santos Benipayo      | Manila                |
| Ba Lan                | Ewa Wachowicz                    | Krakow                |
| Bồ Đào Nha            | Fernanda Manuela Santos          | Lisboa                |
| Puerto Rico           | Lianabel Rosario Centeno         | Trujillo Alto         |
| România               | Camelia Ilie                     | Bucharest             |
| Nga                   | Julia Alexandrovna Kourotchkina  | Moskva                |
| Seychelles            | Myrna Chantal Hoareau            | La Digue              |
| Singapore             | Jennifer Wong                    | Singapore             |
| Slovenia              | Natasa Abram                     | Koper                 |
| Nam Phi               | Amy Kleinhans                    | Cape Town             |
| Tây Ban Nha           | Samantha Torres Waldron          | Ibiza                 |
| Sri Lanka             | Ishara Abelashini Makolange      | Colombo               |
| Swaziland             | Candy Litchfield                 | Mbabane               |
| Thụy Điển             | Ulrika Johansson                 | Sollentuna            |
| Thụy Sĩ               | Valerie Bovard                   | La Tour-de-Peilz      |
| Thái Lan              | Metinee Kingpayomo               | Băng Cốc              |
| Trinidad & Tobago     | Renee Garib                      | St. Joseph            |
| Thổ Nhĩ Kỳ            | Ozlem Kaymaz                     | Istanbul              |
| Uganda                | Olga Nampima                     | Rukungiri             |
| Ukraina               | Oksana Sabo                      | Kiev                  |
| Vương quốc Anh        | Claire Elizabeth Smith           | Chester               |
| Hoa Kỳ                | Sharon Flynn Belden              | Miami                 |
| Uruguay               | Leonora Irene Dibueno Fenocchi   | Montevideo            |
| Venezuela             | Francis del Valle Gago Aponte    | Caracas               |
| Zambia                | Elizabeth Mwanza                 | Lusaka                |